# Metro v Panamě
Metro v Panamě (španělsky: Metro de Panamá) je systém metra ve městě Panamá, hlavním městem středoamerického stejnojmenného státu Panama. Bylo otevřeno v roce 2014. V roce 2020 byly v provozu 2 linky, ale v plánu je postavit další 3. Metro je v provozu každý den, ve všední dny od 5:00 do 23:00, v soboty od 5:00 do 22:00 a v neděli a o svátcích od 7:00 do 22:00.

## Linka 1
Linka 1 je dlouhá přibližně 16 kilometrů, vede od severu na jih a má 14 stanic. Byla otevřena v roce 2014. Většina trasy je vedena na povrchu, nikoli v podzemí.
Stanice linky 1:
- San Isidro
- Los Andes
- Pan de Azúcar
- San Miguelito (přestup na linku 2)
- Pueblo Nuevo
- 12 de Octubre
- El Ingenio
- Fernández de Córdoba
- Via Argentina
- Iglesia del Carmen
- Santo Tomás
- Lotería
- 5 de Mayo
- Albrook (letiště)

## Linka 2
Linka 2 je dlouhá přibližně 21 kilometrů, vede od západu na východ a má 16 stanic. Byla otevřena v roce 2019. Trasa je vedena nadzemně.
Stanice linky 2:
- San Miguelito (přestup na linku 1)
- Paraíso
- Cincuentenario
- Villa Lucre
- El Crisol
- Brisas del Golf
- Cerro Viento
- San Antonio
- Pedregal
- Don Bosco
- Corredor Sur
- Las Mañanitas
- Hospital del Este
- Altos de Tocumen
- 24 de Diciembre
- Nuevo Tocumen

V dubnu 2023 byla zprovozněna vedlejší větev linky 2. Výchozí stanicí je Corredor Sur a přes stanici ITSE se linka dostává do stanice Aeropuerto, která se nachází v areálu mezinárodního letiště Tocumen.

## Fotogalerie

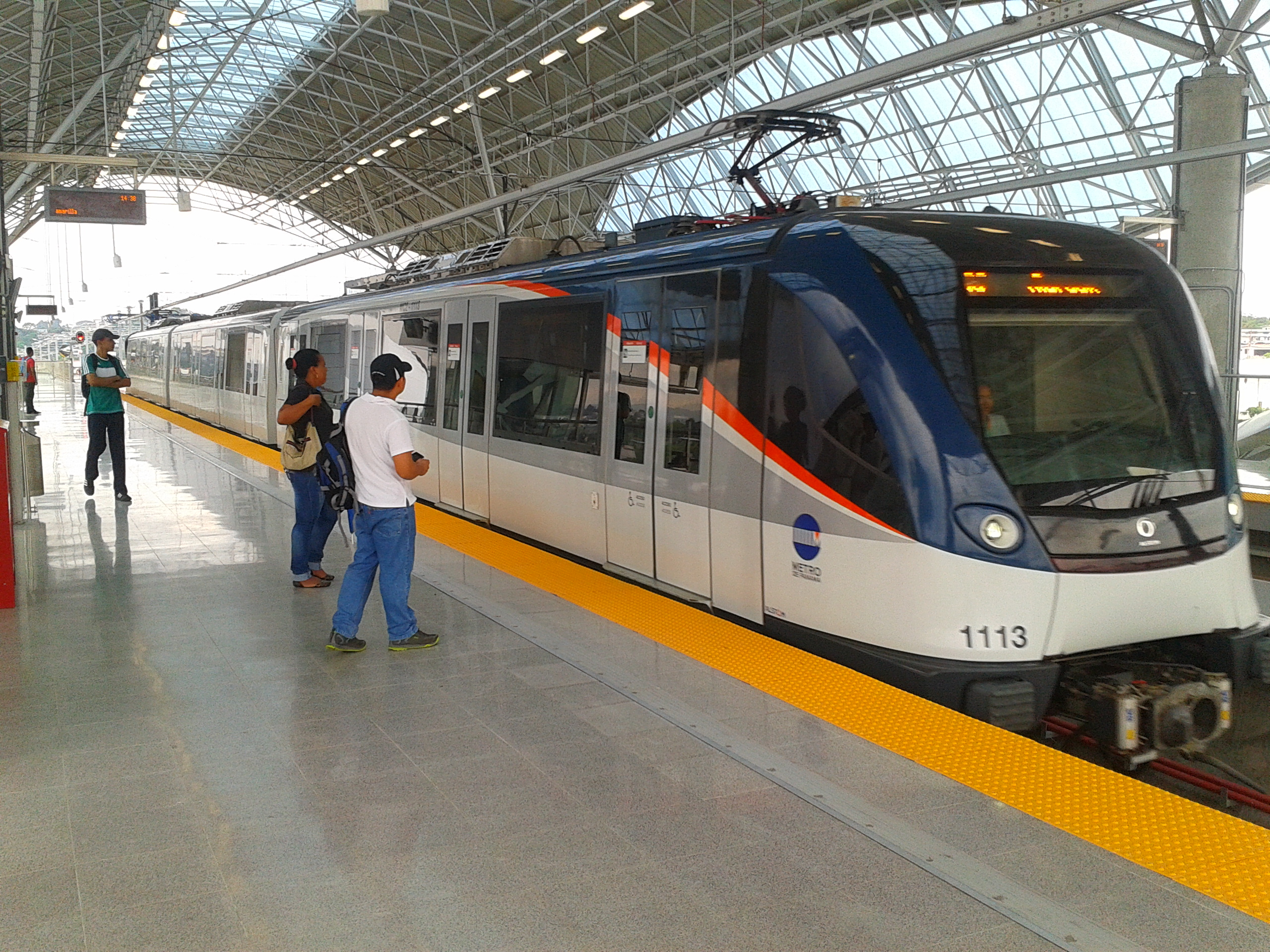
Vůz metra ve stanici Pueblo Nuevo
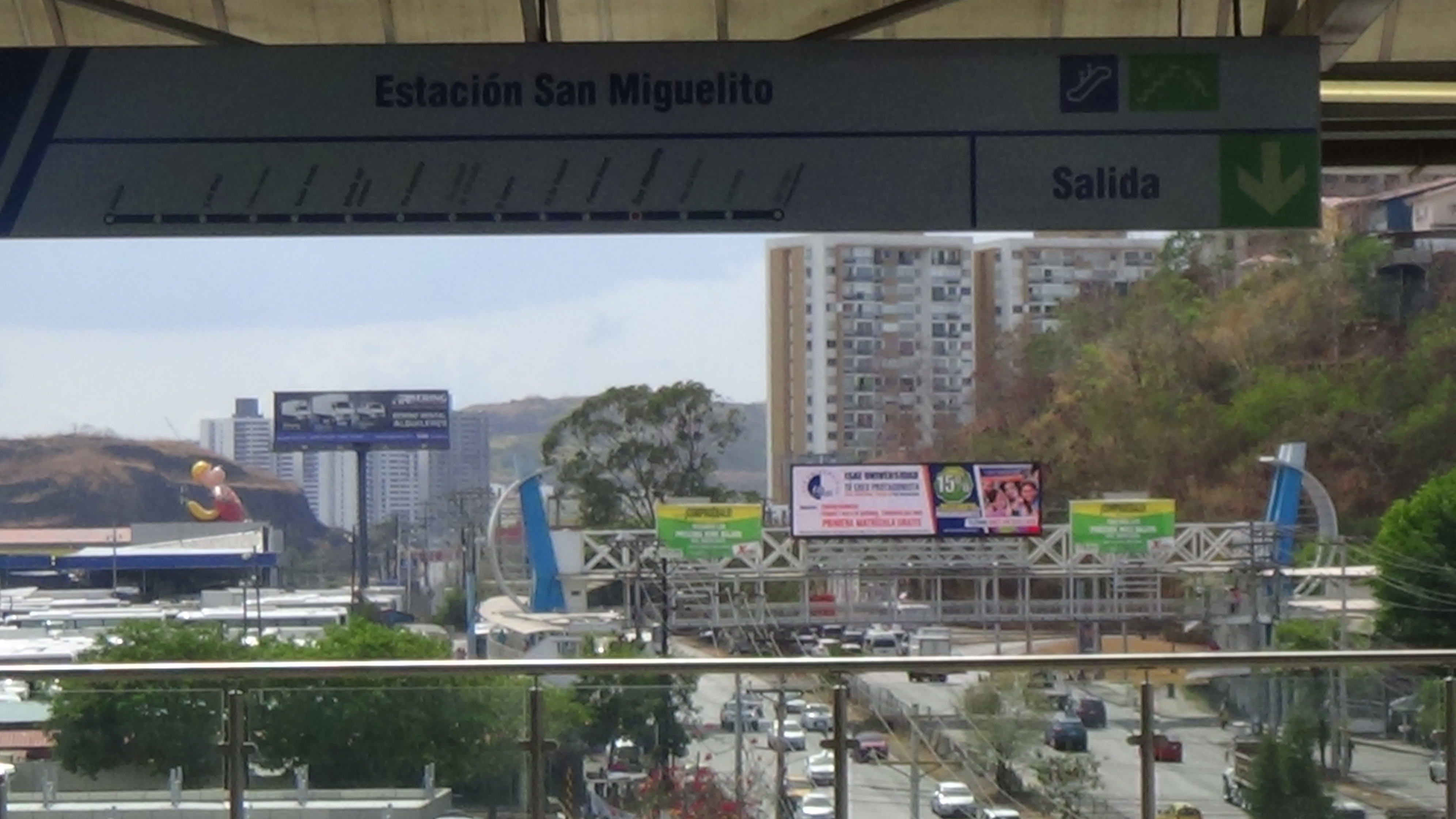
Nástupiště stanice San Miguelito
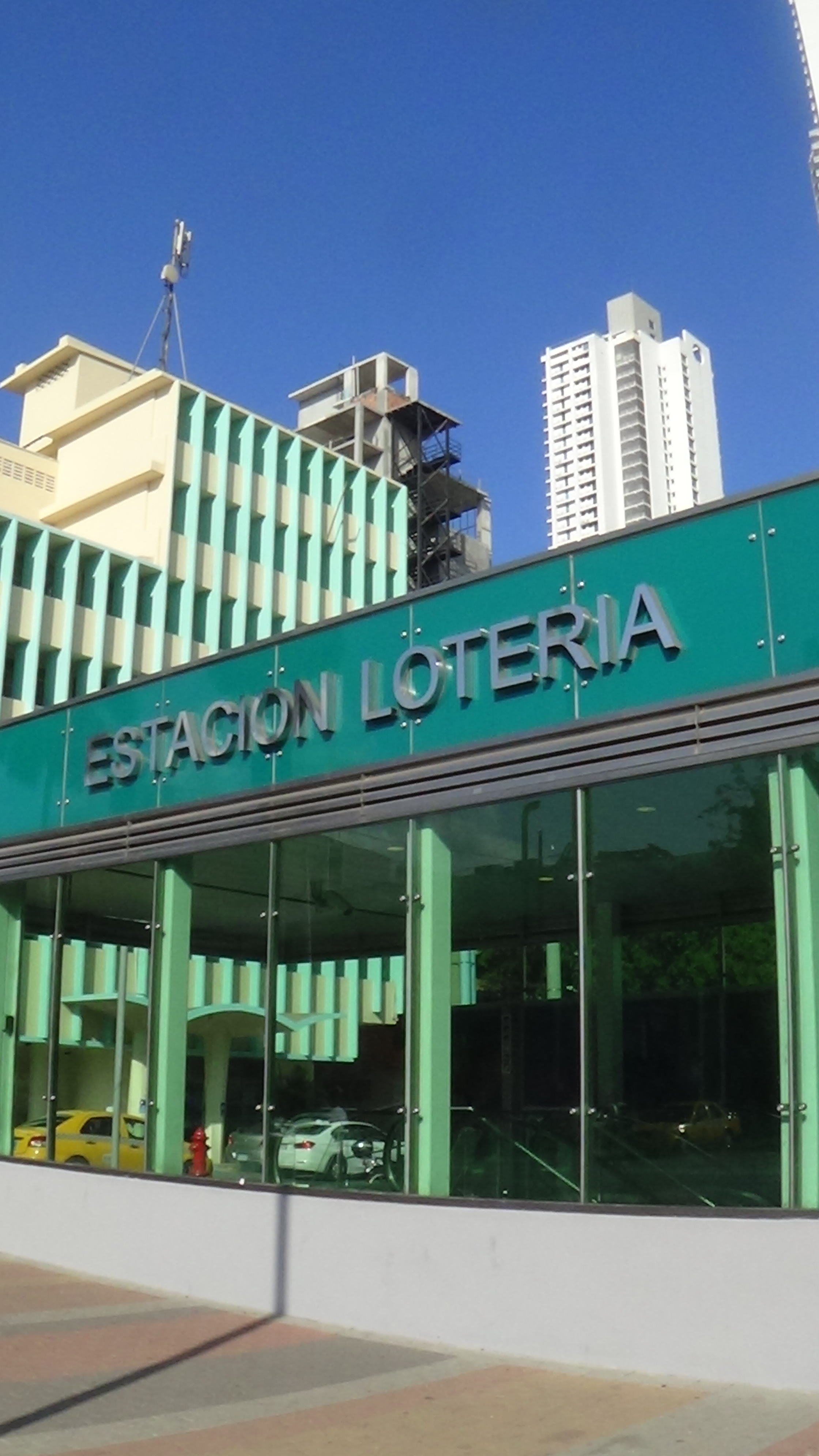
Vstup do stanice Lotería
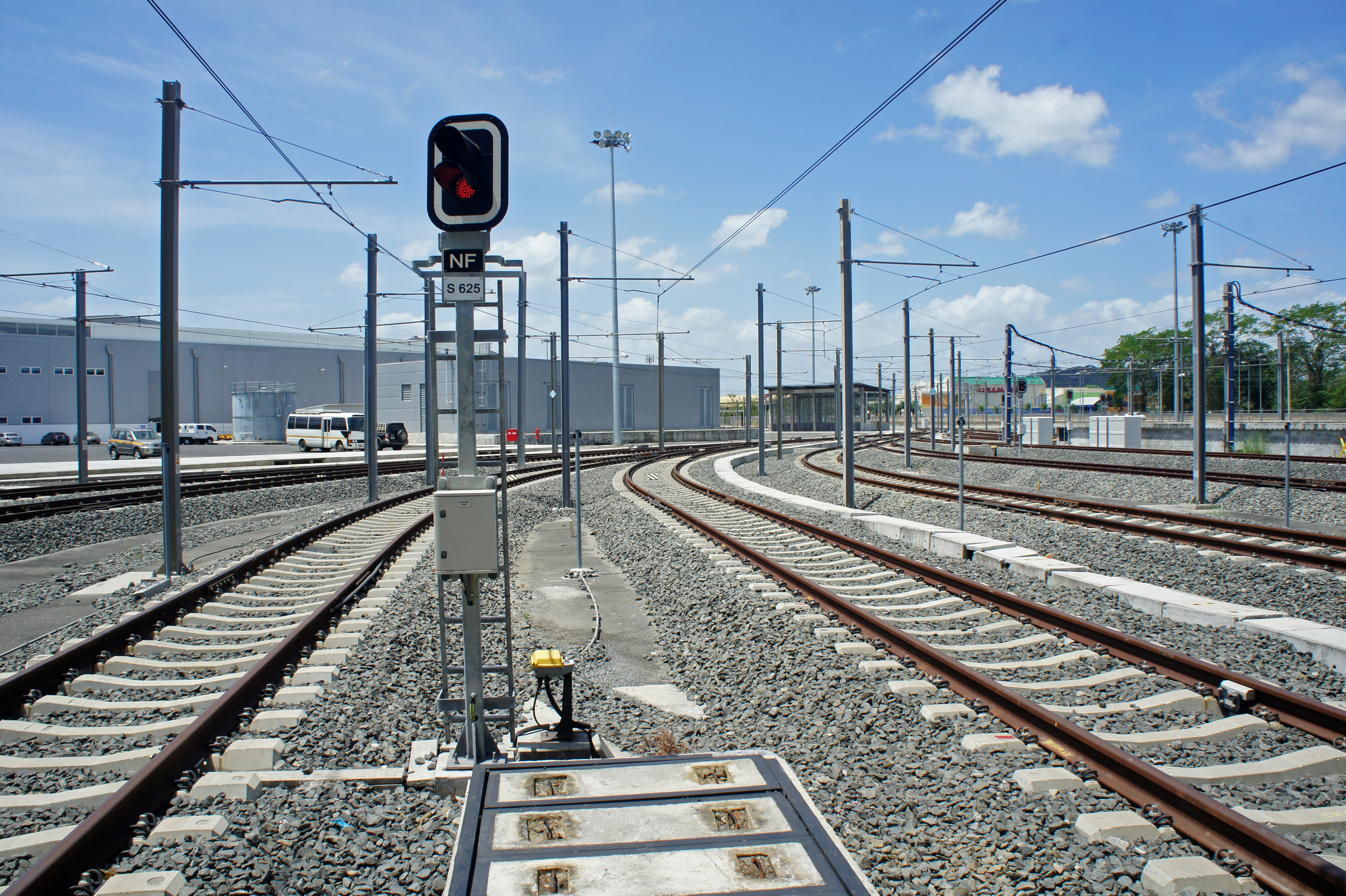
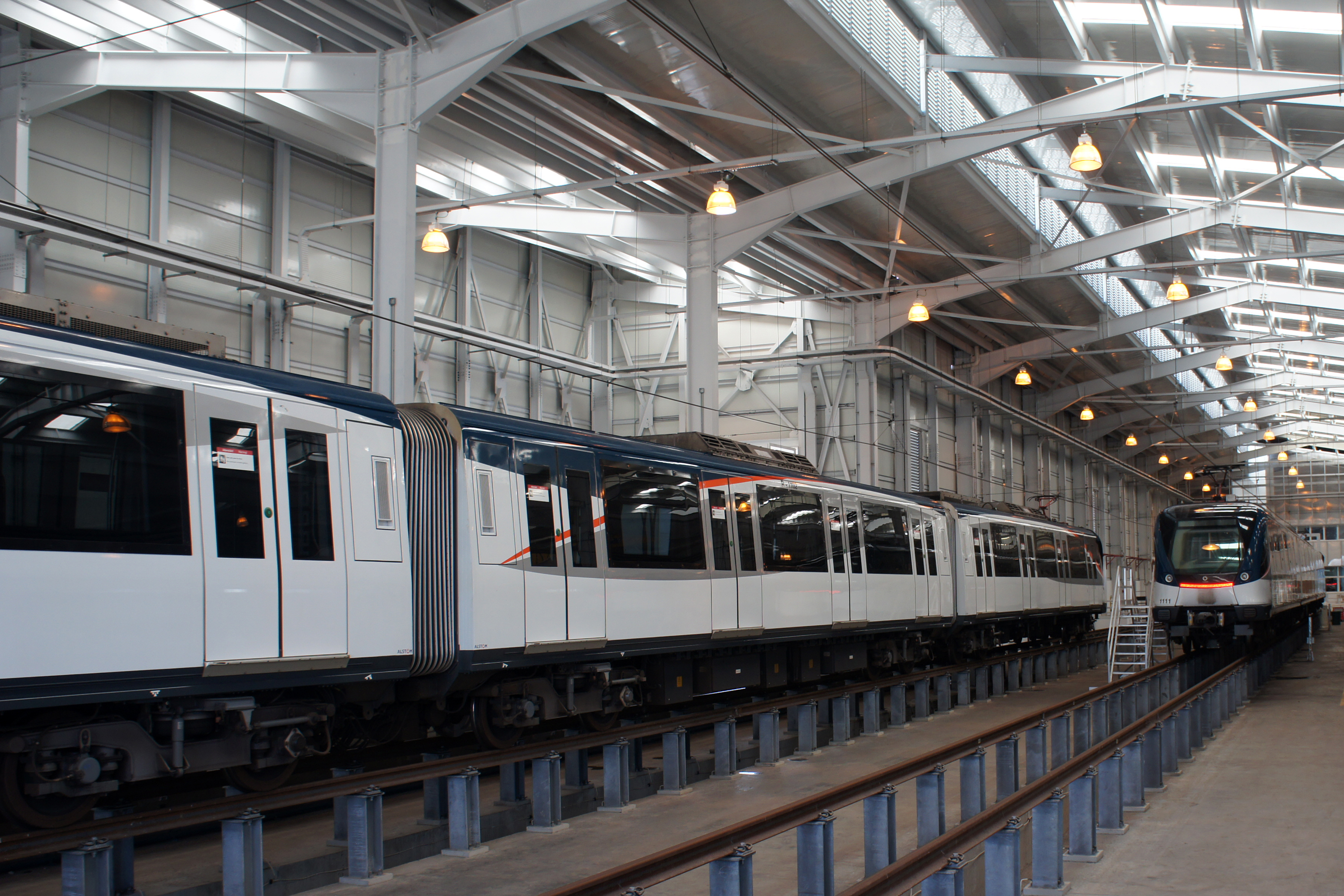
depo